# Гомотипізм мінералів
Гомотипізм мінералів (рос. гомотипизм, англ. homotypism, нім. Homotypismus m) (від грец. homós — рівний, однаковий і typos — зразок, тип) — структурні співвідношення мінералів, при яких між останніми існує часткова подібність структур. Наприклад, за кольором, формою, кристалографічними особливостями, характером аґреґатів мінералів, густиною тощо.
Гомотипізм мінералів тісно пов'язаний і суттєво детермінується типоморфізмом мінералів. Для встановлення ступеня і характеру гомотипізму і типоморфізму мінералів виконують типоморфічний аналіз.